# 周震 (正德進士)
周震（1474年—？），字世亨，號半塘，直隸蘇州府崑山縣人，民籍，明朝政治人物。

## 生平
正德五年（1510年）庚午科應天鄉試第八十五名舉人，六年（1511年）中式辛未科會試第二百七十一名，三甲第二十一名進士。授鄱陽縣知縣，升山東道監察御史，十四年（1519年）清軍福建，十五年（1520年）還朝，會明武宗南巡，疏請回鑾甚力，詔令其監斬寧王朱宸濠，十六年（1521年）巡按河南，正月升浙江按察司僉事，嘉靖四年（1525年）升廣東布政使司左參議。著有《半塘稿》、《南巡錄》，奏章若干卷藏於家。

## 家族
曾祖周顯；祖父周岐；父周煚，字應南，號明軒。母李氏。永感下。弟周望、周適。